# ويلهلم ماير (طبيب)
ويلهلم ماير (بالدنماركية: Wilhelm Meyer)‏ هو طبيب دنماركي، ولد في 19 أكتوبر 1824 في فريديريكا في الدنمارك، وتوفي في 3 يونيو 1895 في البندقية في إيطاليا.